# Egzarchat apostolski Grecji
Egzarchat apostolski Grecji – jednostka administracyjna Greckiego Kościoła greckokatolickiego, obejmuje obszar całej Grecji. Powstał w 1932.

## Egzarchowie apostolscy
- George Calavassy (1932-1957)
- Hyakinthos Gad (1958-1975)
- Anárghyros Printesis (1975-2008)
- Dimitrios Salachas (2008-2016)
- Manuel Nin (od 2016)

## bibliografia
- Egzarchat apostolski Grecji [online], catholic-hierarchy.org [dostęp 2012-09-03] (ang.).
- Egzarchat apostolski Grecji na gcatholic.org